# Campiglossa freidbergi
Campiglossa freidbergi
 es una especie de insecto díptero que Merz describió científicamente por primera vez en el año 2000.
Esta especie pertenece al género Campiglossa de la familia Tephritidae.